# IC 635
IC 635 ist eine Spiralgalaxie vom Hubble-Typ Sbc im Sternbild Löwe auf der Ekliptik. Sie ist schätzungsweise 291 Millionen Lichtjahre von der Milchstraße entfernt und hat einen Durchmesser von etwa 140.000 Lichtjahren.

Im selben Himmelsareal befinden sich u. a. die Galaxien NGC 3346, IC 637, IC 638.
Das Objekt wurde am 15. Januar 1894 vom französischen Astronomen Stéphane Javelle entdeckt.